# Komuz

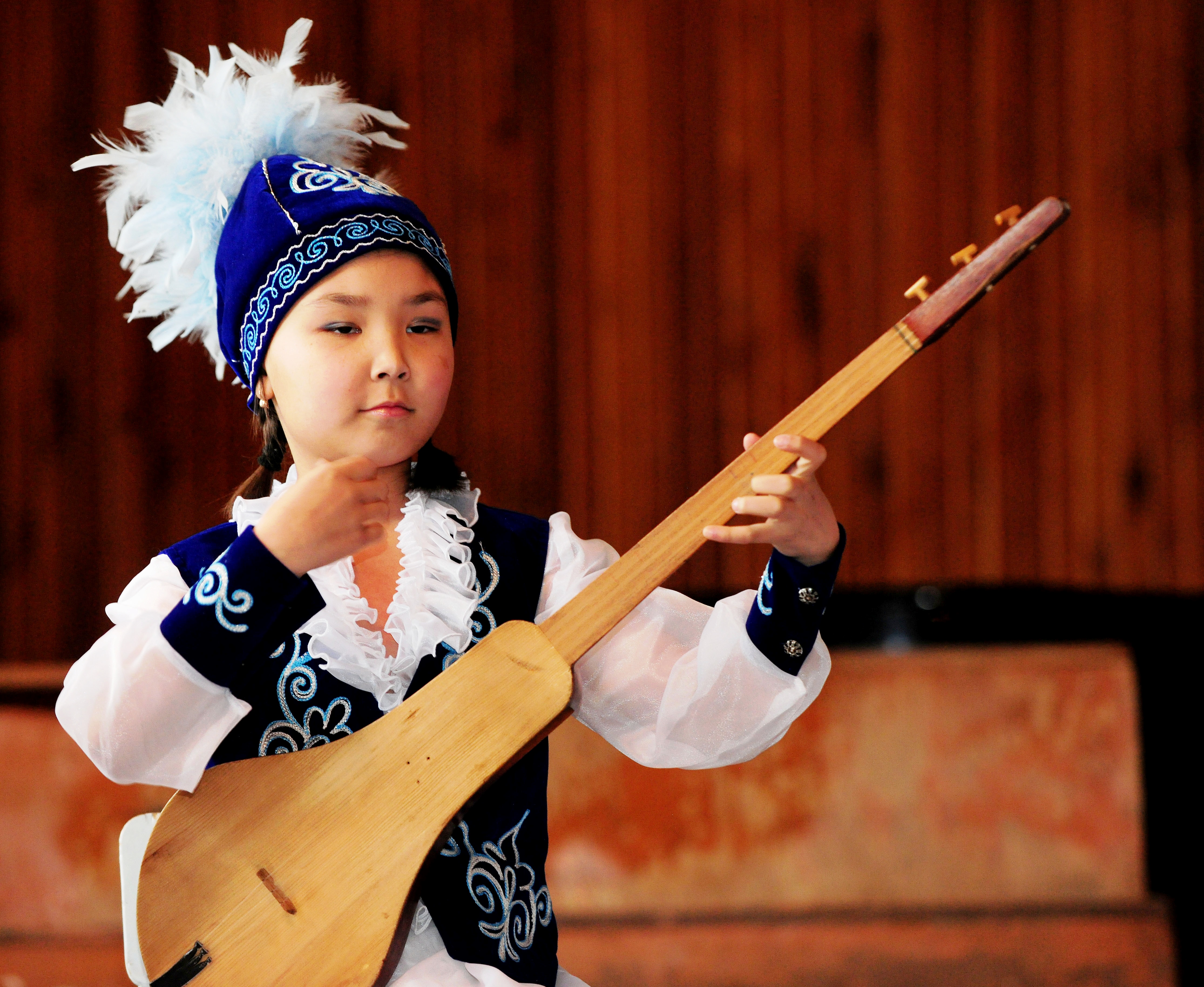
Ein kirgisisches Mädchen spielt die komuz.

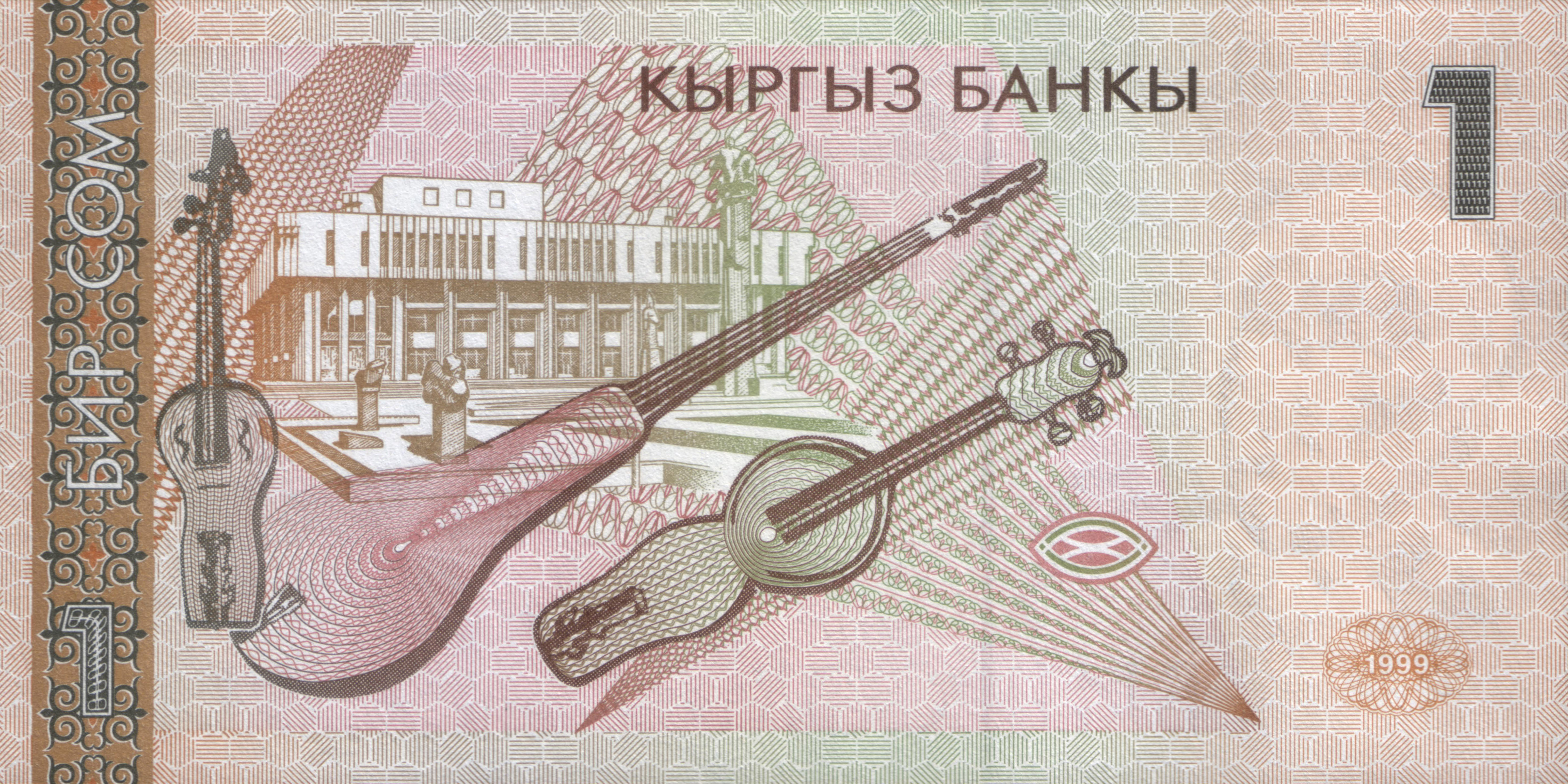
1-Som-Schein: Komuz in der Mitte und das zweisaitige, einer kobys ähnliche Streichinstrument kyl kiak

Komuz (kirgisisch комуз, qoˈmuz, Aseri gopuz, türkisch kopuz, im Süden von Kirgistan chertmek) ist eine zwei- oder dreisaitige, gezupfte Langhalslaute ohne Bünde. Sie ist in Zentralasien verbreitet und erfreut sich besonders in Kirgistan großer Beliebtheit.
Die komuz ist das Nationalinstrument Kirgistans und auf der Rückseite des 1-Som-Scheins abgebildet.
Nach Curt Sachs ist kopuz eine alte türkische Laute, deren Name und Form für die jemenitische qanbus, ähnliche Lauteninstrumente in Arabien und Ostafrika sowie indirekt für die malaiische Laute gambus Vorbild war. Der Name komuz ist unter anderem verwandt mit kobys, einer kasachischen Streichlaute, koboz, einer Knickhalslaute in Ungarn, die in Rumänien cobză heißt, und xomus (khomus), einer tuvinischen Maultrommel.
Nach dem Volksglauben war die komuz das erste kirgisische Musikinstrument. Der mythische Jäger Kambar führte es ein, um seine Kinder und Kindeskinder mit Musik und Liedern zu Mut und Tapferkeit zu erziehen. Sie ist ähnlich wie die kobys in Kasachstan das traditionelle Begleitinstrument des kirgisischen Epensängers (baksi oder jyrau, entspricht dem ashyg) und Schamanen, der sie anstelle der sonst üblichen Schamanentrommel spielt. Nach einer Beschreibung von 1884 agierten zwei Schamanen gemeinsam. Während der eine sich in einen ekstatischen Zustand tanzte und ein an einem Holzstab befestigtes Brett mit eisernen Schellen schüttelte, sang und spielte der andere dazu die komuz. Die von der Bauart verwandte und in ähnlich hohem Ansehen stehende Langhalslaute dombra in Kasachstan gilt analog als Erfindung der Erzählfigur Dede Korkut.
Komuz oder komus heißt auch eine zweisaitige Zupflaute der in Sibirien lebenden Schoren. Agach kumuz ist eine drei- bis viersaitige Langhalslaute mit einem schmalen, trapezförmigen Korpus in Dagestan. Ein völlig anderes kirgisisches Musikinstrument mit demselben Namensursprung ist die Maultrommel temir-komuz.